# Felsőrépa
Felsőrépa (románul: Vătava, németül: Oberrübendorf) falu Maros megyében, Erdélyben, Felsőrépa község központja.

## Fekvése
A település a Répa patak mentén, Maros megye északi részén, Beszterce-Naszód megyétől nem messze fekszik.

## Története
1332-ben volt először megemlítve a pápai tizedjegyzékben.

## Lakossága
1992-ben 2368 lakosa volt, míg 2002-ben 2135, amiből 2026 románnak, 102 cigánynak és 7 magyarnak vallotta magát.